# Преобразование Гильберта — Хуанга
Преобразование Гильберта — Хуанга (англ. HHT) — это преобразование, которое представляет собой разложение сигнала на эмпирические моды, с последующим применением к полученным компонентам разложения преобразования Гильберта.
Преобразование Гильберта — Хуанга аналогично преобразованию Фурье, используемому в гармоническом анализе.
Преобразование Гильберта — Хуанга предложено Норденом Хуангом в 1995 году в ходе его работ в NASA для изучения поверхностных волн тайфунов. В 1998 г. метод был обобщен на анализ произвольных временных рядов коллективом соавторов [1]. Первоначально назывался англ. «EMD-HSA» — метод эмпирической модовой декомпозиции (англ. EMD) нелинейных и нестационарных процессов с последующим гильбертовым спектральным анализом (англ. HSA). В последующие годы, по мере расширения применения EMD-HSA для других отраслей науки и техники, вместо термина EMD-HSA был принят более короткий термин преобразования HHT.